# Conservazione e restauro di oggetti in pelliccia
La conservazione e il restauro di oggetti in pelliccia è la conservazione e la protezione degli oggetti realizzati con o contenenti pelliccia. Questi pezzi possono includere oggetti personali come indumenti in pelliccia o oggetti del patrimonio culturale ospitati in musei e collezioni.

## Definizione dei tipi di oggetti in pelliccia

### Pelli

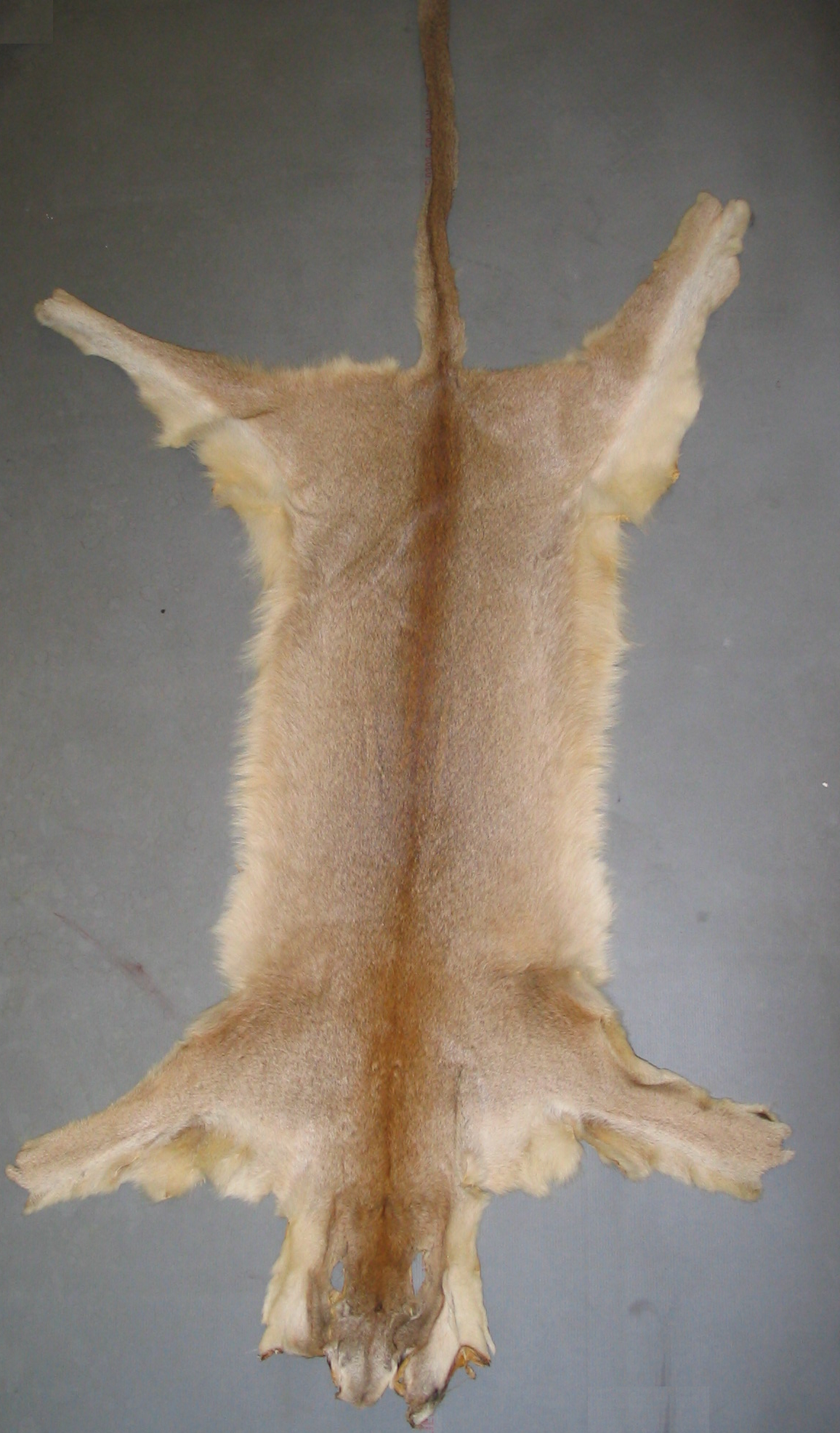
Pelle di puma

Le pelli sono definite tali se un animale ha ancora il pelo o la pelliccia intatti. Gli animali utilizzati per i tradizionali oggetti in pelliccia alternano un mantello invernale ad uno estivo. I mantelli invernali degli animali sono normalmente più desiderabili perché sono più spessi e più folti di quelli estivi. Le pelli vengono rimosse dall'animale in un processo di scuoiatura e scarnatura che rimuove tutto il tessuto dalla pelle e dalla pelliccia. Le pelli vengono poi affumicate e conciate per uccidere i batteri e creare un materiale stabile. Le pelli sono tradizionalmente utilizzate per creare abbigliamento e accessori per la casa come i tappeti, possono essere montate per creare trofei o esemplari di tassidermia, oppure vendute e conservate così come sono.

#### Differenze tra pelo e pelliccia
L'unica differenza tra pelo e pelliccia è la semantica. Tecnicamente, entrambi sono costituiti da cheratina, che è anche la proteina che costituisce la pelle, le piume, le unghie, gli zoccoli, gli artigli e le corna. 
"Il modo in cui penso che molte persone comprendano la pelliccia rispetto ai peli è nella densità dei follicoli", afferma Ross McPhee, curatore del Dipartimento di Mammologia presso l'American Museum of Natural History. "Quindi per gli animali da pelliccia—che venivano convertiti in cappotti e così via—la gente ha sempre voluto qualcosa che fosse molto denso, quindi c'è l'idea che la pelliccia sia densa, e certamente lo è nei tipi di animali dotati di pelliccia che usiamo per questo scopo. Mentre i peli non sono così densi. Ce ne sono meno. 
Questo però resta falso, perché la testa umana ha la stessa "densità follicolare" di un topo, ma è geneticamente predisposta a fermarsi alla testa e a non proseguire lungo il corpo. Esistono tre tipi di pelo: pelo di terra (ground hair, un sottopelo denso), pelo di giarra o di guardia (guard hair, "l'insieme dei peli più lunghi, sottili all'estremità, rigidi e grossi nella parte mediana, della pelliccia dei mammiferi") e vibrissa. "I peli di terra vengono utilizzati principalmente come isolante e sono morbidi, mentre i peli di guardia servono per la protezione dagli elementi e tendono ad essere ruvidi." Sia il pelo di terra che quello di guardia sono classificati come pelliccia. Poiché i peli umani agiscono come entrambi, tecnicamente possono essere chiamati "pelliccia". In realtà le fibre di cheratina che vengono variamente descritte come pelo, lana o pelle, a seconda del tipo di animale, si riferiscono tutte alla stessa cosa.

### Esemplari di tassidermia

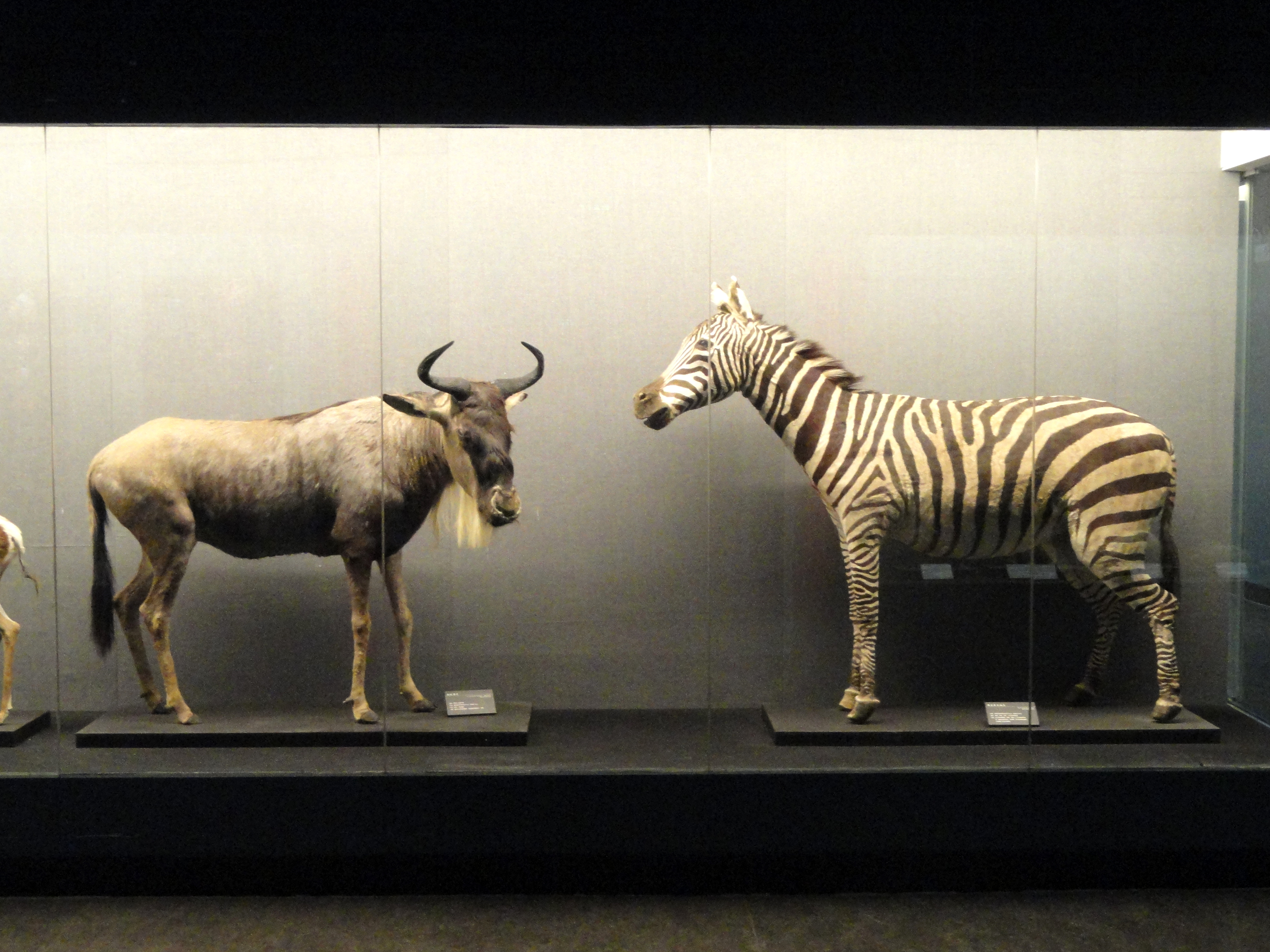
Animali tassidermici al Museo di Zoologia di Storia Naturale di Kunming.

La tassidermia esiste fin dai tempi degli antichi egizi. Sebbene fossero più mummificati rispetto alla tassidermia tradizionale, gli egiziani conservavano ancora gli animali nella loro forma rimuovendo le interiora e asciugando la carcassa con i sali del Nilo per disidratarla e preservarla. I primi pezzi conosciuti di tassidermia moderna risalgono all'inizio del XVI secolo, quando lo sviluppo e il perfezionamento delle tecniche tassidermiche erano legati al fascino dell'Europa occidentale per il mondo naturale. Nel corso dei secoli, la tassidermia è progredita. Durante l'epoca vittoriana, la tassidermia si avvicinò a ciò che si vede oggi nei musei. Si è passati dall'utilizzo di paglia, carta e altri materiali per creare i supporti per le pelli all'utilizzo di strutture interne con aste e veri e propri teschi di animali. La tassidermia è ancora utilizzata oggi nei musei e nelle collezioni. Degno di nota è il lavoro di Carl Akeley, che modernizzò l'idea di includere esemplari tassidermizzati nelle ricreazioni dei loro habitat naturali.

### Abbigliamento e accessori

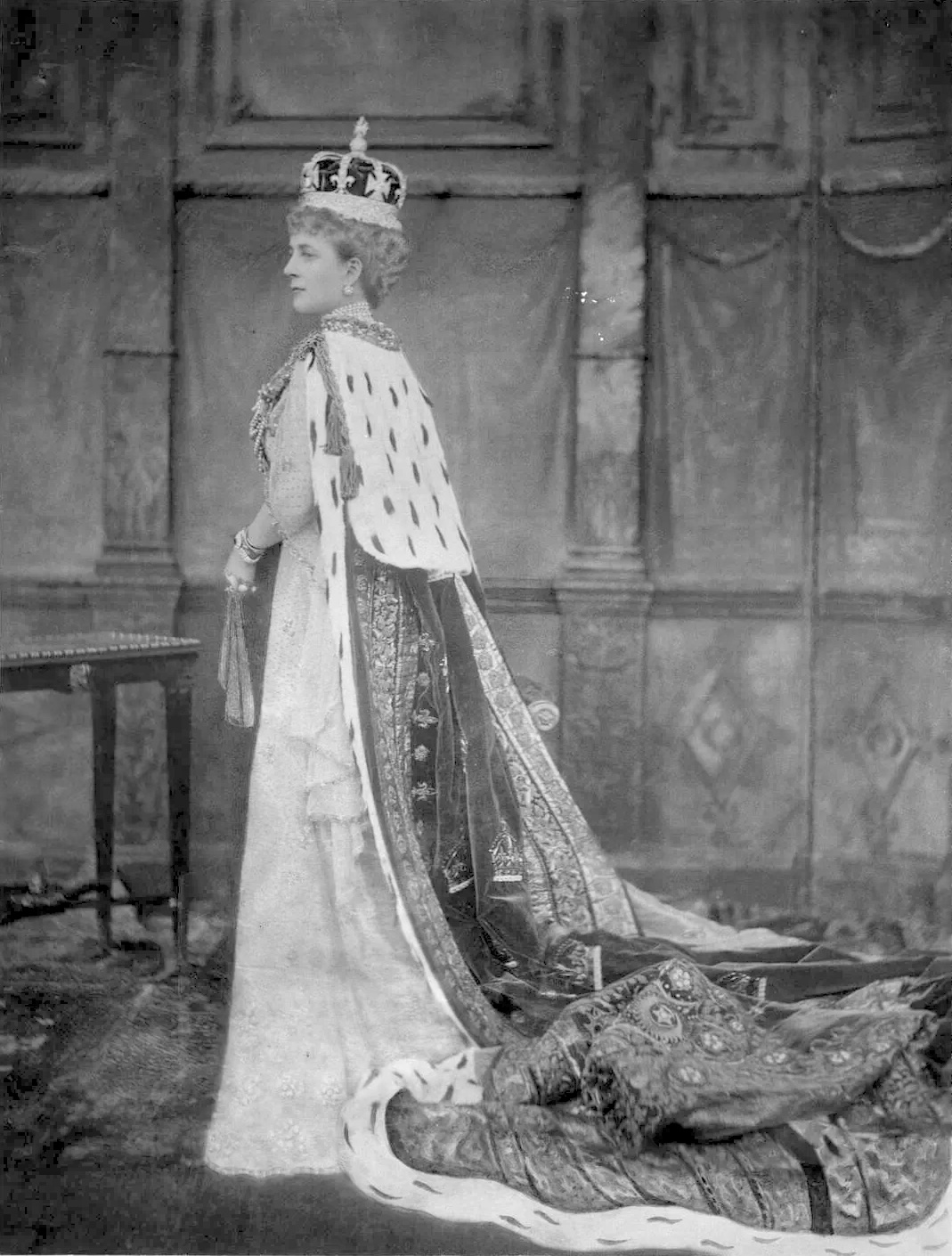
Alessandra di Danimarca con una veste di ermellino.

Gli esseri umani indossano pellicce fin dall’inizio dei tempi. Ci sono prove che Ötzi, l'uomo venuto dal ghiaccio, indossasse una pelle quando morì 5000 anni fa. Nell'antichità classica, gli antichi egizi, fenici, assiri, greci e romani usavano tutti pellicce o pelli nei vestiti. Nell'Europa occidentale, a partire dall'XI secolo, pellicce di lusso come l'ermellino, il visone, lo zibellino e il cincillà erano riservate ai reali, alla nobiltà, al clero di alto rango e alla borghesia. La pelliccia e l'accesso ad essa divennero un modo per sublimare le classi inferiori nei secoli XVI e XVII e furono rigorosamente controllati. Il commercio di pellicce nordamericano, durante il XVII e il XVIII secolo, forniva abbastanza pelli di lepre, coniglio, agnello e lupo da attrarre la folla che non poteva permettersi le pellicce di lusso, che rimanevano accessibili solo all'élite. Le famiglie reali d'Europa usano spesso l'ermellino per creare abiti e rivestire le loro corone. Tuttavia, prima del 19º secolo, la pelliccia veniva utilizzata come accenti, come fodere, accessori e per rifinire abiti. Le giacche di pelliccia intere non apparvero sulla scena della moda fino alla metà del XIX secolo come dimostrazione di ricchezza da parte della nuova prospera classe media. La pelle di foca è stata una delle prime pellicce ad essere utilizzata per un cappotto. La moda ha attraversato ondate di scimmie, topi e pellicce di gatto tra la fine del XIX e l'inizio del XX secolo. La fine del secolo si concentrò sugli animali esotici come leoni, tigri, leopardi e pellicce di orsi polari. La Convenzione sul commercio internazionale delle specie minacciate di estinzione ha fermato il mercato delle pellicce di animali esotici e l'ultima parte del 20º secolo si è concentrato ancora una volta su pellicce più accessibili come quella di coniglio. Oggi, la pelliccia è una questione molto controversa con gruppi come PETA che protestano contro l'intera industria della pelliccia e designer, come Armani, hanno deciso di diventare "fur free".

### Oggetti d'arte

#### Arte moderna

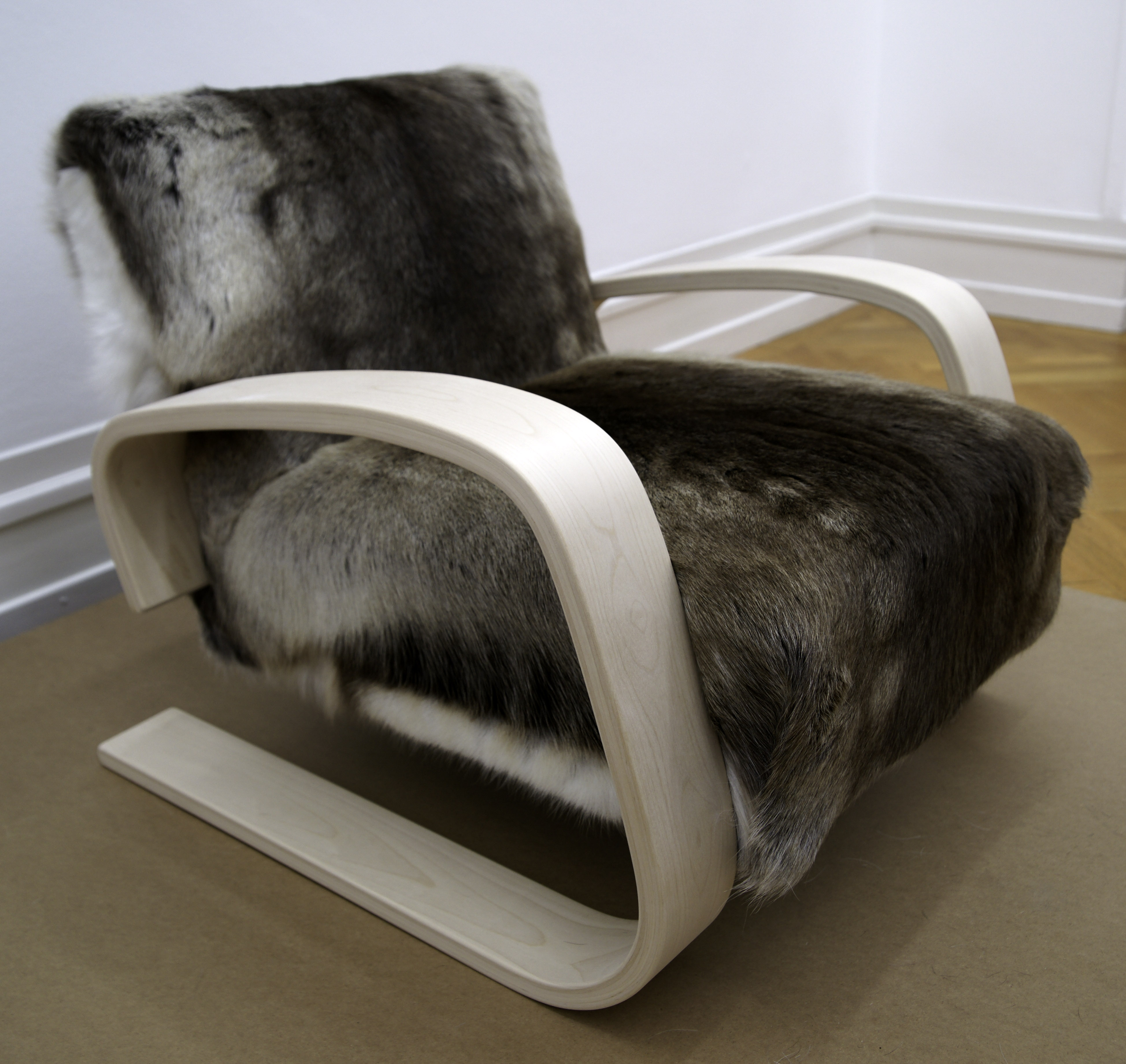
Poltrona 400 con pelliccia di renna.

Ci sono diversi esempi degni di nota di pezzi d'arte moderna nei musei e nelle collezioni realizzati, in parte, con pelliccia. Il più famoso è un pezzo di arte surrealista realizzato da Méret Oppenheim chiamato Colazione in pelliccia (Le Déjeuner en fourrure), che è nella collezione permanente del Museum of Modern Art di New York. Indiscutibilmente, è l'opera d'arte più famosa contenente pelliccia che non sia un mobile. Oppenheim una volta scrisse dello spirito del suo pezzo: "la pelliccia combinata con una tazza da tè evoca un sorprendente mix di messaggi e associazioni. La pelliccia può ricordare agli spettatori gli animali selvatici e la natura, mentre la tazza da tè potrebbe suggerire buone maniere e civiltà. Con la sua pelle, la tazza da tè diventa morbida, arrotondata e altamente tattile. Sembra attraente al tatto, se non addirittura al gusto: immagina di bere da essa, e la sensazione fisica del pelo bagnato che riempie la bocca." Nel corso degli anni, ha creato altri pezzi che includevano pelliccia o pelle in qualche modo. Divenne così sinonimo di questo mezzo da essere conosciuta come "l'artista che lavora con la pelliccia", un'etichetta che si rifiutò di abbracciare ma per la quale era comunque conosciuta.
I mobili sono un'altra area dell'arte moderna molto collezionata che presenta la pelliccia. L'artista Alvar Aalto è famoso per aver rappresentato la Finlandia nel design scandinavo moderno. La sua sedia, Armchair 400 realizzata con pelliccia di renna, ne è un esempio. Il MFA di Boston ospita un'altra famosa sedia con pelliccia realizzata da Richard Artschwager.

#### Arte contemporanea

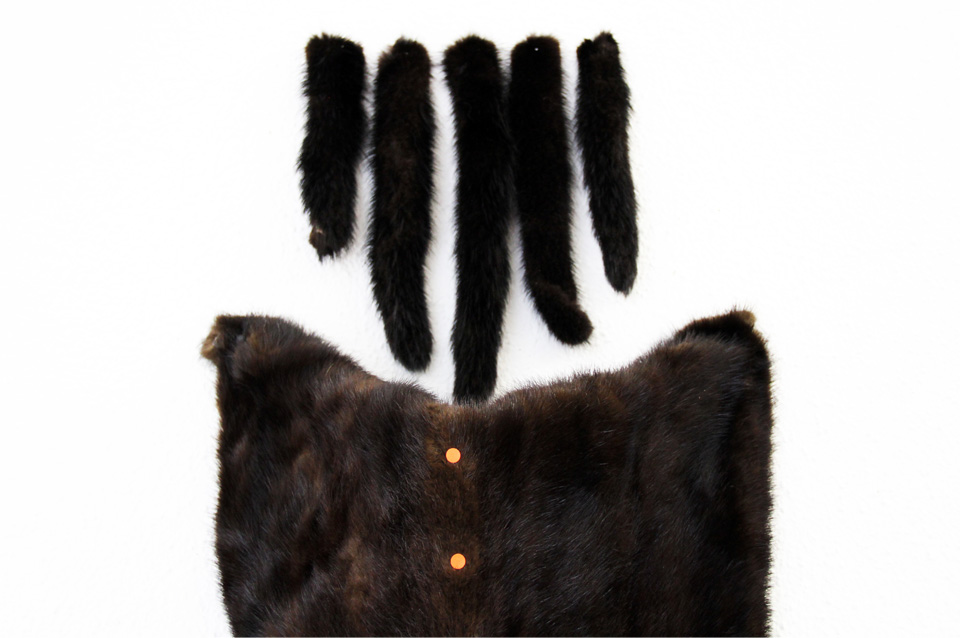
Glory scape di Nina Staehli

Anche gli artisti contemporanei stanno iniziando ad abbracciare l’uso della pelliccia come mezzo. Nel 2014, un cantante lirico e artista di nome Mateo Blanco, ha acquisito notorietà per aver creato ritratti di celebrità con la pelliccia di cane, che sono ospitati all'Orlando Odditorium. E, nel 2015, Danny Rozin ha debuttato con un pezzo intitolato "PomPom Mirror" come parte di una mostra di un nuovo artista alla bitforms di New York. Il pezzo utilizza pelliccia sintetica e un sistema Xbox Kinect per far muovere le palline di pelo e creare un effetto specchio.
L'artista berlinese, Nina Staehli, utilizza la pelliccia in molti dei suoi pezzi. Glory scape è una "serie di sculture in pelliccia" creata dall'artista che ha viaggiato per il mondo e presenta pelli di una varietà di animali.

### Cuoio
Il cuoio è la "pelle di un animale, privata del pelo, preparata per l'uso mediante concia o processo simile progettato per preservarla dalla decomposizione e renderla flessibile o elastica una volta asciutta". Sebbene tecnicamente non sia pelliccia, il cuoio è un sottoprodotto e la pelle sul retro del pelo subisce lo stesso tipo di danno dei prodotti in cuoio che includono idrolisi acida, ossidazione, metalli e sali derivanti dal processo di concia, calore e umidità. Queste problematiche riguardano anche gli oggetti in pelliccia.

#### Conservazione di oggetti in cuoio
Sebbene strettamente correlati, la conservazione e il restauro degli oggetti in cuoio sono una specialità separata.

## Cause di deterioramento degli oggetti in pelliccia

### Insetti

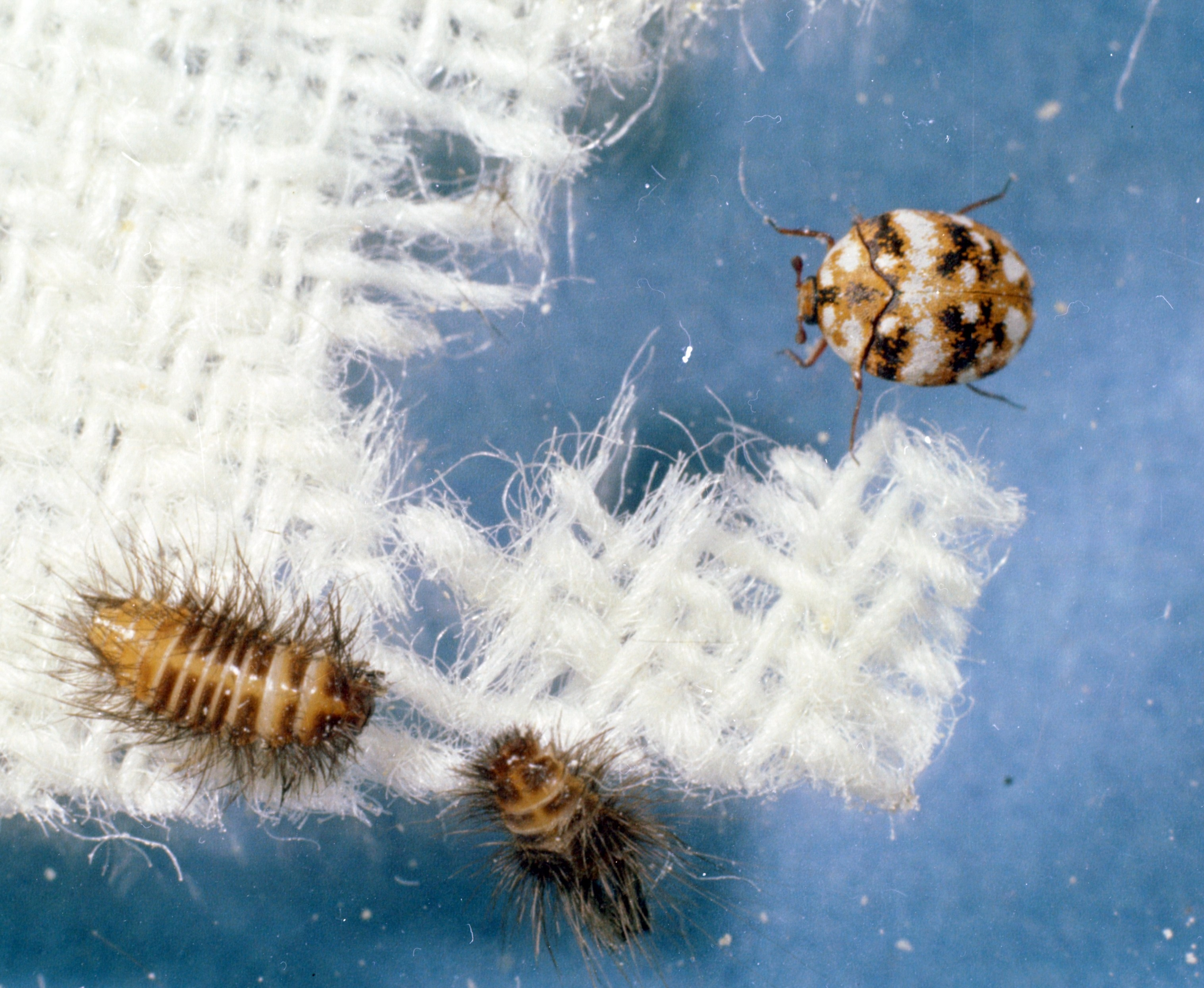
Dermestidae che mangiano lana

"Le pellicce sono tra le prelibatezze più squisite per le creature..." "Gli insetti che si nutrono di fibre hanno bisogno delle vitamine e degli amminoacidi presenti nella loro dieta spazzina." "La pelliccia pulita è priva di questi integratori e deve essere contaminata con una certa quantità di sporco come sudore, oli per il corpo, microrganismi presenti nell'aria prima che gli insetti si sviluppino e si riproducano. L'unica pelliccia "pulita" è quella che è stata sterilizzata attraverso sforzi di conservazione. Gli insetti più comuni che infestano gli oggetti in pelliccia sono le tarme e i Dermestidae. La maggior parte dei parassiti depone le uova sopra o all'interno dell'oggetto e le larve causeranno effettivamente i danni maggiori man mano che raggiungono l'età adulta. L'infestazione è evidenziata da piccoli mucchi di polvere, escrementi e calchi degli insetti in muta nel loro ciclo di crescita. Prove di precedenti infestazioni su oggetti in pelliccia includono i corpi di insetti morti e i loro involucri sulla superficie dell'oggetto e "cicatrici concave" con un aspetto "smerlato" dovuto alle loro mandibole rotonde.
Anche i roditori e altri piccoli mammiferi possono essere attratti dagli oggetti in pelliccia come fonte di cibo. Questo tipo di infestazione sarebbe visibile negli escrementi e in aree danneggiate più ampie.

### Temperatura e umidità
La temperatura è vitale per la cura a lungo termine degli oggetti in pelliccia. I magazzini dovrebbero essere mantenuti a un livello di umidità relativa compreso tra il 45% e il 55%, con fluttuazioni prevedibili, ma il 65% sarebbe fondamentale per la crescita di muffe, a cui gli articoli in pelle sono altamente sensibili. Ciò potrebbe richiedere l'uso di un umidificatore o deumidificatore a seconda dell'istituto. La temperatura dovrebbe essere mantenuta il più stabile possibile tra 10 e 22 °C. "Gli ambienti caldi possono causare il rilascio di grassi residui nella pelle con conseguente caduta dei peli." Il calore eccessivo provoca il restringimento delle fibre, rende la pelle fragile e più soggetta allo scioglimento. Considerando anche che l'umidità in eccesso porta a gonfiore, distorsione, putrefazione (se non adeguatamente curata) e crescita di muffe. La combinazione di entrambi causa la rottura del collagene e minaccia l'integrità fisica del pezzo.

### Chimica
Alcuni insetticidi usati come prevenzione dei parassiti come la canfora, il naftalene e il 1,4-diclorobenzene (PDB) possono essere dannosi per alcuni colori se usati con oggetti in pelliccia tinta. In generale, le fibre dei peli sono "difficili da distruggere" perché la cheratina è una fibra molto resistente. Gli acidi forti non distruggono la fibra e le basi forti "non faranno altro che ammorbidire o eventualmente sbiancare" la pelliccia. Tuttavia, se un oggetto in pelliccia viene sottoposto a questo tipo di trattamento, il pelo diventerà fragile e si spezzerà.

### Archiviazione impropria
Se gli oggetti in pelliccia non sono stati protetti dall'ambiente che li circonda, sono sensibili allo sporco e alla polvere. I granelli si depositano tra le fibre e creano un aspetto sporco. Anche l'esposizione alla luce ultravioletta, alla luce del giorno e alla luce artificiale fa sbiadire i pigmenti nei campioni. La luce deve essere mantenuta tra 50 e 100 lux per l'esposizione e non deve essere presente nessuna luce durante la conservazione.

### Gestione

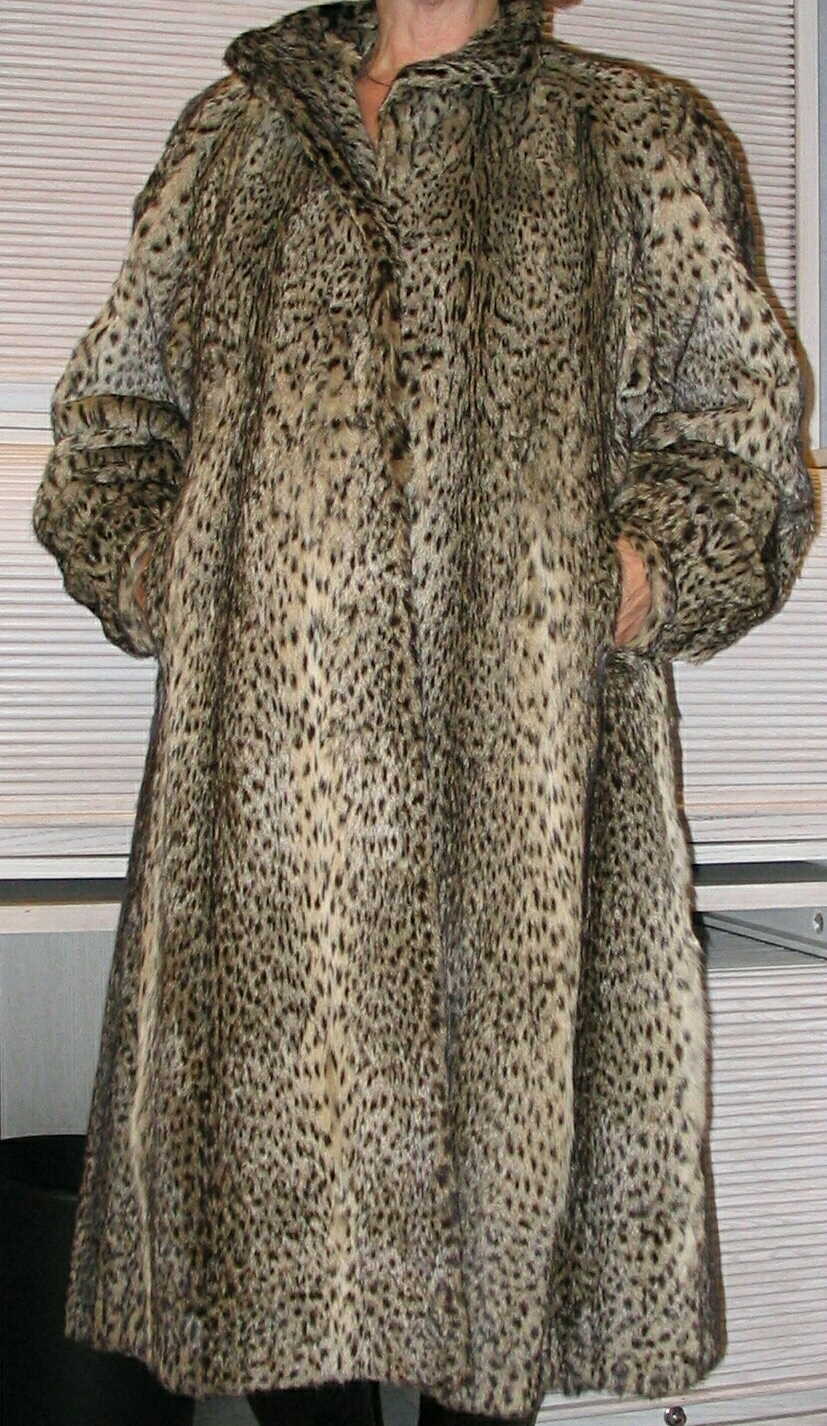
Usura normale di una pelliccia

Gli oggetti in pelliccia sono realizzati con materiali organici che sono sporcabili. Per quanto riguarda abbigliamento e accessori, gli oggetti esposti all'usura dell'uso quotidiano possono comprendere sporco e macchie provocate da cibo, trucco, sudore, odore o grasso della pelle che possono lasciare segni permanenti sulla pelliccia alterandone sia il colore che la consistenza. Il trucco e gli oli possono far aderire i peli. Indossare l'articolo può anche causargli danni fisici a causa di un uso eccessivo. L'attrito sulle articolazioni, come ascelle, gomiti e colletto di un cappotto, può causare aree calve. Anche il disfacimento delle cuciture e gli strappi sono problemi comuni che derivano dall'indossare un oggetto in pelliccia. Guanti in nitrile possono essere indossati quando si maneggiano oggetti in pelliccia.

### Problemi di tassidermia
Gli esemplari più vecchi venivano riempiti con paglia e carta per ricreare la muscolatura degli animali. Poiché la fisicità dell'animale veniva cambiata durante la monta, la pelle si allungava o distorta per adattarsi alla nuova forma. Un esempio di questo era un rinoceronte appartenuto a Luigi XIV e Luigi XV. "La sua pelle era verniciata e tesa su una cornice di cerchi di legno." La pelle è ora esposta al Museo nazionale di storia naturale di Francia, ma è improbabile che possa essere rimontata.

## Pulizia
La cura e la pulizia degli oggetti in pelliccia dovrebbero essere sempre intraprese da un responsabile delle collezioni o conservatore qualificato.

### Lavaggio a secco

#### Spazzolatura e aspiratura

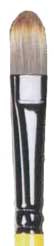
Spazzola in pelo naturale

A condizione che non vi siano problemi di perdita di pelo, la spazzolatura è il primo passo per pulire gli oggetti in pelliccia. Una leggera spazzolatura, utilizzando un pennello, aiuterà a rimuovere eventuali particelle di sporco, polvere superficiale ed escrementi di insetti. Se lo sporco è ostinato è possibile utilizzare spazzole naturali più rigide, ma non utilizzare mai quelle di tipo metallico. Un aspirapolvere a velocità variabile con spazzole e altri accessori funziona sulla maggior parte dello sporco superficiale e rimuove i resti di un'infestazione di insetti. L'aspirazione deve essere impostata su un livello basso e una mussola o una rete deve essere posizionata sopra l'ugello per proteggere l'oggetto. I filtri HEPA dovrebbero essere utilizzati se si sospetta la conservazione dell'arsenico.

#### Spugnatura
Lo sporco grasso può essere rimosso con spugne di gomma vulcanizzata dette “spugne antifuliggine”, perché sono ottime anche per rimuovere fumo e fuliggine, che spesso sono residui di musei o collezioni che in passato venivano riscaldati con il calore del carbone. Le spugne cosmetiche possono essere utilizzate anche in combinazione con l'aspirapolvere per rimuovere ancora più sporco superficiale.

### Pulizia a umido
La pulizia a umido è dannosa per i materiali proteici. Processi come solventi per lavaggio a secco, olio, cere, lubrificanti e saponi per sella possono effettivamente rimuovere gli oli protettivi naturali provocando un'ulteriore essiccazione che può portare all'indebolimento. Quando i solventi sono assolutamente necessari, devono essere testati in loco prima dell'uso generale per garantire che non vi siano coloranti o sbiancanti dannosi. Se è stato ritenuto sicuro, il solvente deve essere applicato con un tampone in direzione del pelo. Se possibile, è necessario posizionare della carta assorbente sotto i fili da trattare per evitare che si depositino inutilmente solventi sul resto dell'oggetto. Gli oggetti in pelliccia possono spesso irrigidirsi o deformarsi, ma vaporizzare o spruzzare acqua direttamente sull'oggetto può causare danni. La soluzione per gli oggetti deformi è l'aumento dell'umidità come strumento riparativo.

### Congelamento
L'unico modo sicuro per rimuovere l'infestazione da parassiti sugli oggetti in pelliccia è il congelamento. Gli oggetti devono essere collocati all'interno di un sacchetto di poliestere trasparente, l'aria in eccesso deve essere rimossa e l'articolo deve essere termosaldato. Un'alternativa è un sacchetto di polietilene con nastro adesivo. Esso può essere collocato nel congelatore domestico per almeno 14 giorni a una temperatura di -18 °C o per 72 ore a -30 °C. È importante notare che se l'atmosfera viene mantenuta ad un punto di umidità elevato a temperature molto basse, l'umidità formerà brina sull'oggetto e con troppo poca umidità, esso assorbirà quella poca umidità presente e si asciugherà, quindi è fondamentale mantenere l'ambiente adeguato anche in caso di congelamento. Si consiglia sempre la conservazione a freddo a 10 °C per inibire l'attività degli insetti.

## Riparazione e restauro
Gli sforzi di conservazione devono tenere conto delle proprietà sia della pelliccia che della pelle. Gli oggetti hanno già subito le sollecitazioni della "lavorazione della pelle-pelliccia", che può indebolire l'oggetto. I danni fisici che si verificano durante la lavorazione della pelle possono diventare evidenti solo con il passare del tempo. Se la pelle venisse tagliata troppo in profondità durante la scarnatura, il risultato sarebbe la perdita del pelo. Con il tempo diventerà evidente anche se la pelliccia è stata rimossa dall'animale troppo presto nella stagione. Ciò significa che i bulbi dei peli non hanno completato il processo di crescita ed essi cadranno, lasciando una pelle rada. Anche se "la maggior parte delle fibre animali secche può essere allungata o tirata fino al 30% della sua lunghezza prima che si verifichi la rottura", non è spesso chiaro che l'oggetto sia stato distorto prima di entrare nella collezione.

### Riempimento/rattoppatura e tintura
In genere gli oggetti in pelliccia sono fragili e, per svariati motivi, possono subire perdite di pezzi. Il processo di imbottitura è una pratica comune. L'imbottitura è una procedura standard in cui viene utilizzata la pelliccia sintetica, più comunemente realizzata in nylon bianco con un "supporto elasticizzato in spandex a quattro vie". Esistono tre lunghezze standard di pelliccia che includono corta (2,5–5,0 cm); medio (8,0–10,0 cm); e lungo (10,0–15,0 cm). L'uso della pelliccia sintetica bianca consente di colorare prima dell'applicazione. Si raccomanda che le pellicce di nylon "possano essere tinte con coloranti acidi o pre-metalizzati secondo le indicazioni del produttore rispettivamente a pH 5,5 e pH 7 o leggermente superiori. Il tessuto tinto deve essere sottoposto a un lavaggio successivo a 60° C."
Il primo passo nell'imbottitura fisica è la creazione di un supporto applicato per colmare l'area della perdita e il materiale di riempimento. I "materiali più comunemente usati per i supporti sono tessuti inerti accoppiati a resine, amidi o eteri di cellulosa con solventi a rapida evaporazione, oppure resine o sistemi che richiedono l'uso di un processo di termosaldatura". Il passo successivo è creare un pezzo dell'area della perdita, che viene quindi trasferito sulla pelliccia e tagliato a misura. Esso deve essere applicato sull'oggetto con "Acryloid F-10 in acetone" applicando l'adesivo direttamente su un substrato inserito nel foro e posizionando il bordo del riempimento direttamente adiacente ai lati della pelliccia esistente. L'intero pezzo dovrebbe quindi essere tagliato e strutturato per abbinarlo alla pelliccia circostante. Come tutti gli sforzi di conservazione, dovrebbe essere pienamente documentato e reversibile.
Naturalmente è possibile utilizzare anche la vera pelliccia per applicare le toppe. La pelliccia simile è spesso disponibile per riparazioni comuni come quella di coniglio e di volpe.

## Cure preventive, manutenzione e conservazione
"Tra tutti gli articoli realizzati con materiali naturali, quelli derivati dalle pelli animali sono tra i più versatili e durevoli presenti nelle collezioni." Tuttavia, tutta la pelliccia è soggetta a danni derivanti dalla luce e dalla temperatura, pertanto è necessario prestare attenzione per mitigarne gli effetti. Inoltre, è necessario adottare un sistema integrato di gestione dei parassiti perché i materiali organici sono particolarmente sensibili ad essi.

### Pelli
Gli indumenti in pelle devono essere conservati su supporti piatti che sostengono l'oggetto quando è in deposito e facilitano il movimento di esso senza flessioni e manipolazioni indebite. Se è necessario imbottire l'oggetto per mantenere la forma, si dovrebbe utilizzare un tessuto privo di acidi non tamponato.

### Esemplari di tassidermia
L'apice della tassidermia nell'età vittoriana portò all'invenzione del "sapone all'arsenico". Il farmacista e naturalista francese Jean-Baptiste Bécoeur inventò un tipo di pasta nel 1738 per prevenire l'infestazione di parassiti negli esemplari di tassidermia, preservare la pelle e prevenire la decomposizione della carne rimanente. Ha inventato una miscela di arsenico macinato, canfora, carbonato di potassio, idrossido di calcio in polvere e sapone che teneva a bada i parassiti. Era rinomato per i suoi esemplari e per il modo in cui li trattava ma, durante la sua vita, si rifiutò di rivelare la ricetta esatta. Nel 1820, il tassidermista francese Louis Dufresne determinò la formula e la rese popolare, rendendola lo standard fino agli anni '80. Il tassidermista ha quindi optato per il borace perché non è tossico e, in definitiva, meno efficace nella prevenzione dei parassiti.
L'uso del sapone all'arsenico non compromette l'esemplare reale, ma è pericoloso sia per i lavoratori del museo che per gli ospiti. L'arsenico a volte può essere rilevato visivamente poiché il composto solitamente si cristallizza in "polvere di arsenico" bianca che normalmente crea depositi alla base di peli, piume, intorno agli occhi, dentro o alla base delle orecchie, intorno alla bocca o alle banconote e sui cuscinetti dei piedi. Tuttavia, la mancanza di polvere di arsenico non impedisce ai campioni di essere sottoposti a un precedente trattamento con il composto. Il modo più efficace per eseguire il test è con il kit dell'Arsenic Paper Test prodotto dalla Macherey-Nagel Corporation. Il test prevede lo sfregamento di un tampone di cotone, inumidito con acqua distillata, e lo sfregamento sul campione contaminato. La punta viene quindi tagliata e posta in un pallone con acqua, quindi dopo un'ora viene aggiunta all'acido cloridrico concentrato e alla polvere di zinco. Viene poi introdotta una striscia reattiva e, determinandone il colore, si può valutare se l'oggetto è contaminato o meno. "È più sicuro presumere che tutti i campioni di mammiferi e uccelli collezionati e preparati prima degli anni '80 possano essere contaminati da arsenico e seguire le linee guida per una corretta manipolazione."
Se l'oggetto è contaminato da arsenico, è necessario adottare misure adeguate per eliminare la tossina e mantenere l'ambiente sicuro. I campioni che risultano positivi al test devono riportare la dicitura "Contaminato da arsenico" chiaramente visibile sull'etichetta ed essere separati dagli altri campioni. Guanti in nitrile e grembiule protettivo, nonché un respiratore, dovrebbero essere obbligatori quando si ha a che fare con questi campioni. Il campione deve essere aspirato con un filtro HEPA in uno spazio ben ventilato. Questi oggetti dovrebbero essere testati continuamente ogni due o tre anni perché l'arsenico veniva solitamente applicato anche all'interno del campione e può migrare dall'interno verso l'esterno del campione.
L'arsenico era comunemente usato anche tra i campioni etnografici.
I campioni montati devono essere conservati sulle loro basi originali a scopo di conservazione e racchiusi in custodie Ethafoam personalizzate. L'Ethafoam deve essere fissato al supporto con nastro in twill di cotone o fascette rivestite in polietilene. Ciò limita i danni dovuti alla manipolazione dell'oggetto in pelliccia.

### Abbigliamento e accessori
La pelliccia, per sua natura, è pesante, quindi è necessario prestare attenzione quando si ripongono questi oggetti. Quando si immagazzinano indumenti in pelliccia, dovrebbero essere utilizzati appendini ben imbottiti e nessuna pelliccia dovrebbe essere imballata troppo vicina l'una all'altra da poter schiacciarsi o appiattirsi. Per racchiudere ogni pelliccia è necessario utilizzare sacchetti di cotone, seta o Tyvek, assicurandosi che la trama del sacchetto sia abbastanza fine da tenere lontani gli insetti. Le cinghie non dovrebbero mai essere utilizzate per sostenere oggetti, anche se questa è la loro funzione. Il pezzo deve essere riposto in piano oppure deve essere fornito un supporto alla base, che consenta alle cinghie o alle maniglie di essere sostenute in una posizione naturale, non sollecitata.

## Problemi di esposizione
Per l'esposizione, il pezzo deve avere un supporto adeguato al peso e alla fragilità dell'oggetto in modo che non sia spiegazzato o sottoposto a stress. In riferimento agli indumenti, i manichini dovrebbero essere adattati in modo appropriato per adattarsi al capo previsto e dovrebbero essere realizzati supporti personalizzati per gli accessori. I supporti acrilici sono i migliori per materiali pesanti. Possono anche essere riscaldati per conformarsi all'esatta forma della superficie di un oggetto. L'imbottitura deve essere applicata in modo che l'oggetto non venga sollecitato dal plexiglas duro. Le pelli di grandi dimensioni dovrebbero essere esposte su assi piastrellate ricoperte da un "tessuto ruvido per facilitare la presa dell'oggetto". Appendini, spille o fermagli in metallo non dovrebbero mai essere utilizzati per esporre oggetti in pelliccia perché il metallo può reagire con gli oli della pelle e macchiare l'oggetto, noto come verderame. Gli espositori devono essere consapevoli degli agenti di deterioramento. Calore, luce e umidità devono essere attentamente monitorati in qualunque ambiente venga creato per l'esposizione degli oggetti. Gli oggetti in pelliccia non devono essere esposti a una luce superiore a 5 footcandle - 18 °C. L'espositore dovrebbe anche pianificare la rotazione dei pezzi durante una lunga mostra a causa dello sbiadimento e dei danni fisici che potrebbero verificarsi. Lo spazio espositivo deve inoltre essere regolarmente ispezionato per individuare roditori e altri parassiti.

## Esempi notevoli

### Samson al Milwaukee Public Museum

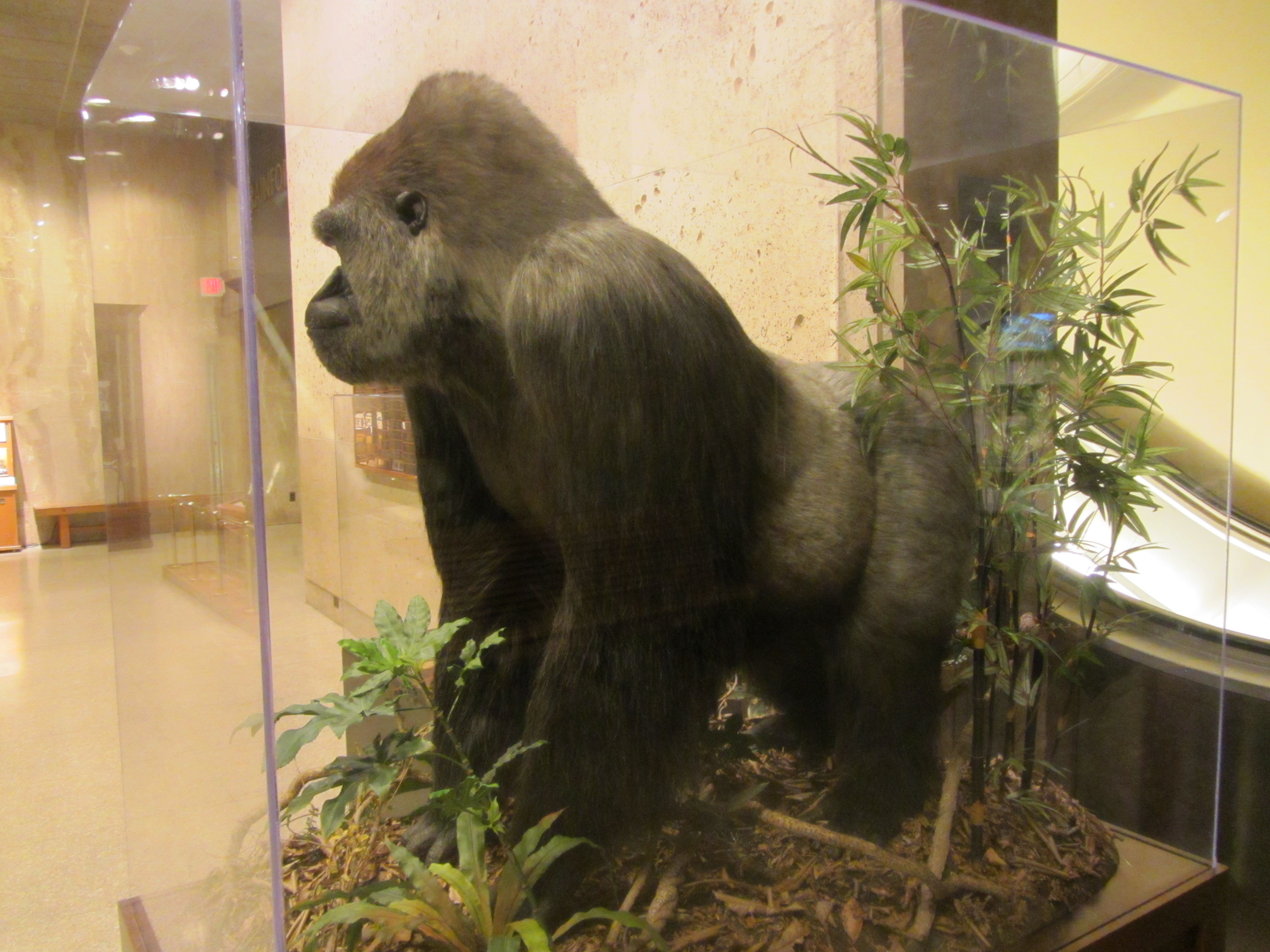
Samson al Museo Pubblico di Milwaukee

Samson era un gorilla che visse allo zoo della contea di Milwaukee dal 1950 al 1981. Era uno dei preferiti dalla folla per le sue dimensioni e per i frequenti atti di sbattere sul vetro del suo recinto. Dopo la sua morte per infarto, i resti di Samson furono donati al Museo pubblico di Milwaukee come lo erano stati quelli di suo fratello Sambo nel 1959 per scopi di tassidermia. Le ossa di Samson furono riarticolate qualche tempo dopo ed esposte nella mostra del museo che rende omaggio alla museologia dell'epoca vittoriana, "Il senso della meraviglia", accanto a uno scheletro umano eretto e una scimmia più piccola.
Nel 2006, per commemorare il 25º anniversario della sua morte, il Museo pubblico di Milwaukee ha pianificato di allestire una mostra in suo onore con un esemplare di tassidermia di Samson al centro della scena. Tuttavia, "(...) i curatori (...) scoprirono che la sua pelle liofilizzata si era deteriorata troppo per essere utilizzata in una montatura di tassidermia". La sua pelle fu considerata irrecuperabile, quindi toccò al tassidermista dello staff, Wendy Christiansen-Senk, ricreare Samson da zero.
Poiché Samson era un eroe locale spesso documentato, Christiansen-Senk aveva molto materiale su cui lavorare. La ricerca più preziosa che ha avuto è stata l'intuizione dell'ex guardiano dello zoo e badante di Samson, Sam LaMalfa. Durante la ricreazione, ha consultato le ossa di Samson, i video allo zoo in cui compariva, le fotografie, la sua maschera mortuaria (che fa anche parte della collezione MPM) e LaMalfa. "Nella tassidermia convenzionale usiamo la vera pelle, adattando il manichino per adattarla. In questo caso ho dovuto inventare peli, trame e colori e provare ad abbinare i peli sul corpo di un animale. È un metodo molto più impegnativo." disse Christiansen-Senk nel 2006 riguardo allo sforzo. Christiansen-Senk ha modellato un volto in silicone utilizzando la maschera mortuaria di Samson e migliaia di fotografie. Ha quindi acquistato una replica dello scheletro di gorilla, di yak e di peli sintetici. Ha trascorso più di un anno impiantando singoli peli nella faccia di silicone di Samson ed ha abbinato la colorazione e il disegno di Samson in modo così convincente che LaMalfa ha detto, dopo aver visto il modello completato: "Quello è lui. Sto aspettando che si muova così posso parlargli"
Il risultato è stato così sorprendente che Christiansen-Senk ha partecipato con la sua ricreazione al Campionato mondiale di tassidermia 2009, dove ha vinto il primo premio per la migliore ricreazione e il Best in Show scelto dal giudice contro i veri animali partecipanti alla tassidermia. Samson rimane in mostra permanente al Milwaukee Public Museum.

### Le Déjeuner en fourrureal Museo d'Arte Moderna
Nel 1936, Alfred H. Barr Jr., il giovane direttore del Museum of Modern Art di New York, si rivolse a Méret Oppenheim per negoziare l'acquisto di Le Déjeuner en fourrure. Oppenheim espresse la volontà di vendere e Barr pagò 50 dollari per fare la storia. Le Déjeuner en fourrure è stata la prima opera di una donna acquisita dal museo e Oppenheim è soprannominata la First Lady del MoMA. In qualità di First Lady, Oppenheim avrebbe dato istruzioni per la conservazione del suo pezzo. Tali istruzioni non sono state rese pubbliche, ma il pezzo è stato esposto in una "vetrina di plexiglas" dal 1947 ed è stato descritto come "calvo".
Si presume che Oppenheim abbia incollato la pelle color crema e marrone chiaro di una gazzella cinese alla sua ormai famosa porcellana. L'adesivo risale alla creazione dell'oggetto nel 1936, quindi potrebbe rompersi. Inoltre, l'illuminazione e il fatto che sia esposto così spesso causano problemi di conservazione.